# Bōjō-dōri
Le Bōjō-dōri (坊城通, Bōjō-dōri) est une voie du centre-ouest de Kyoto, dans les arrondissements de Nakagyō et Shimogyō. Elle commence au Sanjō-dōri (ja) et termine au Shichijō-dōri (ja). Elle est interrompue entre Matsubara-dōri (ja) et Manjuji-dōri (ja). Elle est la suite sud du Jōfukuji-dōri.

## Description

### Situation
Le Bōjō-dōri est une rue du centre-ouest des arrondissements de Nakagyō et Shimogyō,. Elle commence dans le quartier de Mibushujaku-chō (壬生朱雀町) et termine dans celui de Sujakushōkai-chō (朱雀正会町). La rue fait son début au Sanjō-dōri (ja) (三条通), l'une des plus longues voies de la ville, et est interrompue à Matsubara-dōri (ja) (松原通), avant de réapparaître une rue plus loin au Manjuji-dōri (ja) (万寿寺通), peu avant Gojō-dōri (ja) (五条通),. Elle termine à Shichijō-dōri (ja) (七条通), juste avant les rails des grandes lignes ferroviaires se rendant à la gare de Kyoto, à l'est. Peu après Shijō-dōri, la rue croise un passage à niveau de la ligne Keifuku Arashiyama. Elle suit le Mibugawa-dōri (ja) (壬生川通), l'ancienne avenue Mibu (壬生大路), à l'est et précède le Senbon-dōri (ja) (千本通), l'ancienne avenue Suzaku (朱雀大路), à l'ouest.
Il s'agit d'une suite du Jōfukuji-dōri (浄福寺通), une rue qui commence au nord du château de Nijō et qui a été ouverte durant l'époque d'Edo (1603-1868).
La circulation se fait en sens unique du sud au nord. La rue fait environ 2 000 mètres de long.

### Voies rencontrées
Du nord au sud, en sens unique. Les voies rencontrées de la droite sont mentionnées par (d), tandis que celles rencontrées de la gauche, par (g). Seules les rues ayant un nom sont listées.
1. Sanjō-dōri (ja) (三条通)[1]
2. (g) Rokkaku-dōri (六角通)
3. Kōin-dōri (後院通)
4. Takoyakushi-dōri (蛸薬師通)
5. Shijō-dōri (en) (四条通)
6. Ayanokōji-dōri (ja) (綾小路通)
7. Bukkōji-dōri (ja) (仏光寺通)
8. Takatsuji-dōri (ja) (高辻通)
9. Matsubara-dōri (ja) (松原通)[1] [interruption de la rue]
10. Manjuji-dōri (ja) (万寿寺通)[3] [réapparition de la rue]
11. Gojō-dōri (ja) (五条通)[1]
12. Chūdōji-dōri (中堂寺通)
13. (g) Tanbaguchi-dōri (丹波口通)
14. Hanayachō-dōri (ja) (花屋町通)
15. Shōmen-dōri (ja) (正面通)
16. Kitakōji-dōri (ja) (北小路通)
17. Shichijō-dōri (ja) (七条通)[1]

### Transports en commun
Les bus du réseau d'autobus de Kyoto (ja) ne passent par sur la rue. Les arrêts les plus proches sont Senbon-Sanjō (千本三条・朱雀立命館前, lignes 6, 18, 46, 52, 55, 69, 201, 206, Spécial18), Mibudera-michi (壬生寺道, lignes 3, 8, 11, 13, 26, 27, 28, 29, 67, 69, 71, 91, 203, Boucle13, Spécial13, Spécial 71), Gojō-Mibugawa (五条壬生川, lignes 32, 43, 73, 75, 80) et Parc Umekōji-Gare d'Umekōji-Kyōtonishi (梅小路公園・ＪＲ梅小路京都西駅前, lignes 33, 58, 86, 88, 205, 208, Spécial33), en correspondance avec la gare de ferroviaire éponyme.

## Odonymie
« Bōjō » (坊城) vient de l'allée Bōjō de l'historique Kyoto dont elle est un successeur. L'allée était elle-même nommée après le Bōjō, un mur de protection entourant le sud de la ville, mais qui n'a finalement été construit que près de l'avenue Suzaku,. L'allée était aussi appelée « allée Bōjō est » (東坊城小路).

## Histoire

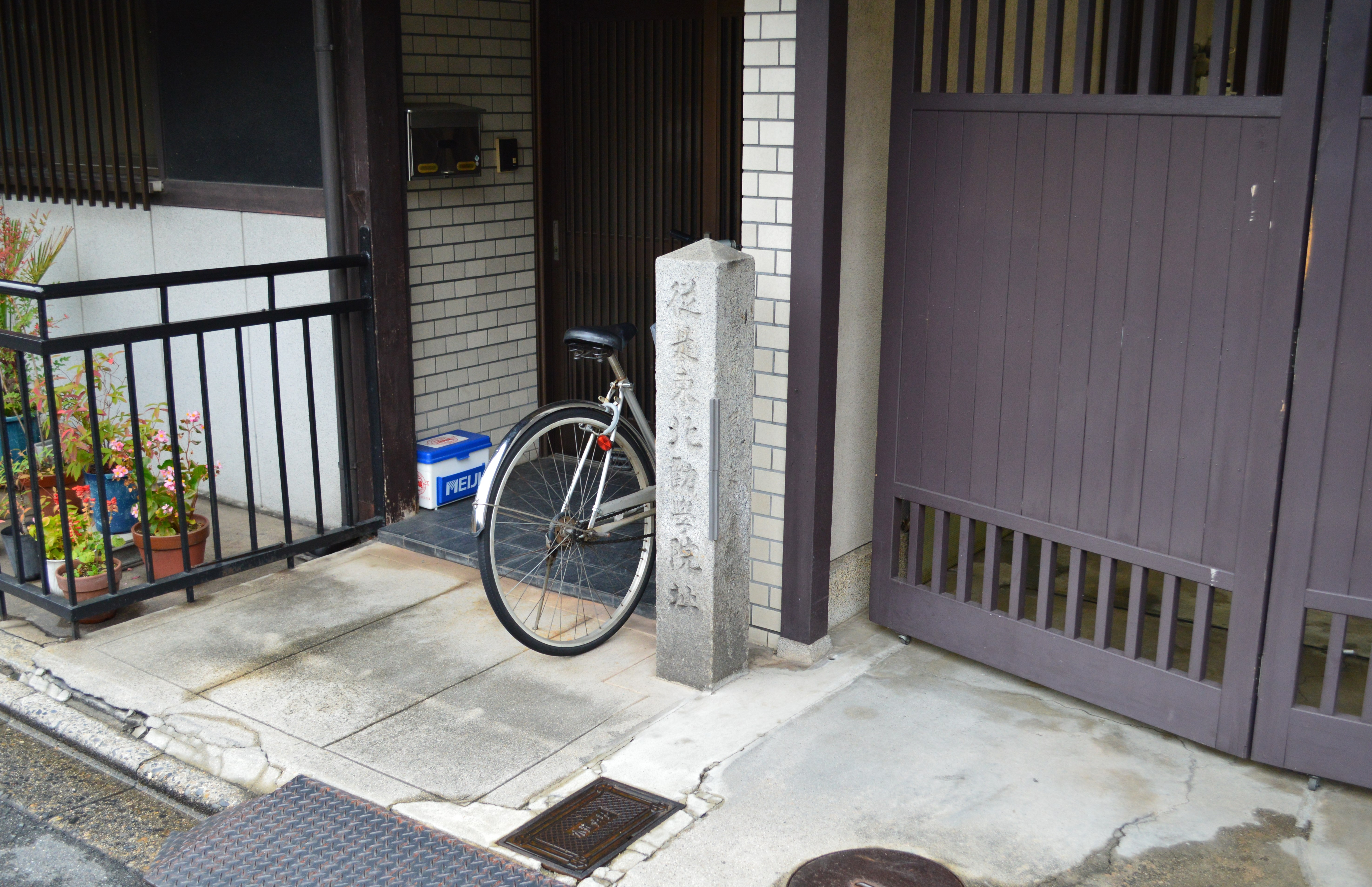
Stèle marquant le Kangaku-in, au nord de Sanjō-dōri sur une rue sans nom alignée avec Bōjō-dōri.

Bōjō-dōri correspond à l'allée Bōjō (坊城小路, Bōjō-kōji / Bōjō no kōji) de la capitale impériale, créée à sa fondation en 794,. Il était situé entre l'avenue Suzaku, la principale avenue menant au palais Heian, et l'avenue Mibu. Une entrée du Bōjō, appelée « Bōmon » (坊門), était située sur la rue et permettait le passage dans la capitale. Elle était gardée en permanence par deux gardes. À son pic, la rue était un lieu de rassemblement d'institutions et d'écoles, comme le Kōbun-in (ja) (弘文院), le Kangaku-in (ja) (勧学院) et le Shōgaku-in (ja) (奨学院), pour éduquer les enfants de nobles,. On y trouvait aussi le Kyōshiki (ja) (京職), bureau d'administration judiciaire et de police, de la capitale de gauche,,. Jusqu'en 839 y était situé, au carrefour avec Shichijō, le Kōrokan de l'est (東鴻臚館), qui permettait de loger les envoyés étrangers. En 991, le temple Mibu-dera est construit au coin sud-est avec Ayanokōji, mais est déplacé de l'autre côté de l'actuelle rue en 1214. Au milieu de la période Heian (794-1185), avec le déclin d'Ukyō, la capitale de droite, à l'ouest de l'avenue Suzaku, l'allée Bōjō finit par perdre de l'importance,. Elle résiste tout de même, et des maisons de nobles y existent même à la fin de la période Heian.
La rue semble avoir effectivement disparu durant l'époque de Kamakura (1185-1333), et à part pour la section près du Mibu-dera, est transformé en champs pour l'agriculture. Dès 1296, on atteste de la zone cultivée Bōjō (坊城巷所). Durant l'époque de Muromachi (1336-1573), on recense additionnellement les zones cultivées de Bōjō-Hachijō (ja) (八条坊城巷所) et de Bōjō-Karahashi (唐橋坊城巷所). D'autres ouvrages d'époque indiquent que l'angle nord-ouest du carrefour avec Shichijō était aussi un champ,. Un village s'est plus tard formé près de Shijō et est devenu le village de Mibu (壬生村).
Durant l'époque d'Edo, Bōjō-dōri circulait de Shijō-ōji (actuelle Shijō-dōri) à Rokujō-ōji (ja) (六条大路)/Tanba-kaidō (丹波街道), actuelle Tanbaguchi-dōri. En 1641, un quartier chaud est créé près de la rue, et prendra le nom de Shimabara.
Le Bōjō-dōri moderne apparaît à la fin de l'ère Meiji (1868-1912). La section entre Sanjō et Bukkōji apparaît vers 1912. La partie finale de Bukkōji à Shichijō apparaît dès 1922. Elle est interrompue entre Matsubara et Manjuji dû à l'usine de Kyoto de la corporation publique japonaise du Tabac et du Sel (ja) (日本専売公社) qui y était située, mais qui a fermé depuis.

## Patrimoine et lieux d'intérêt
Juste au sud de Shijō, y est situé le petit sanctuaire shinto Nagi-jinja (ja) (梛神社) qui aurait été fondé en 876, mais qui est rénové en sa forme actuelle en 1874 et 1929. Il opère conjointement avec le sanctuaire shinto Hayabusa-jinja (隼神社).
On trouve au sud de la rue plusieurs lieux d'intérêts reliés au Shinsengumi, groupe de samouraïs de la période Bakumatsu (1853-1868),. Entre Ayanokōji et Bukkōji se trouve du côté ouest le temple Mibu-dera (壬生寺),. De l'autre côté de la rue se trouve la résidence Maekawa (前川邸),,. Ces deux lieux ont servi de base pour le Shinsengumi,. Au nord de Bukkōji, on peut observer la résidence Kanzaki (旧神先家住宅), une maison longue, vestige du début du XIXe siècle.
Près de Gojō se trouvait un centre mémorial au Shinsengumi, qui a depuis fermé. Au sud de Gojō, la rue circule dans le secteur de Shimabara (嶋原), ancien quartier de courtisane populaire durant l'époque d'Edo et qui est devenu un centre culturel important pour la poésie et la littérature, avant de tomber en déclin dès l'ère Meiji,. Une maison notable de Shimbara est le Wachigaiya (ja) (輪違屋), centre de logement pour courtisanes fondé durant l'ère Genroku (1688-1704), dont le bâtiment actuel a été construit en 1857. Se trouvait aussi sur la rue le kaburenjō (ja), type de théâtre pour courtisanes, de Shimabara, fermé en 1996 et reconverti en centre communautaire. Parmi d'autres lieux sur la rue sont le Shintoku-ji (ja) (新徳寺) et la confiserie Kakujuan (京都鶴屋鶴寿庵), ouverte dans l'ancienne maison Yagi (八木邸), qui a servi aussi de base pour le Shinsengumi,.
À l'extrême sud de la rue se trouve le parc Umekōji (ja) (梅小路公園), au-delà de Shichijō-dōri.

Quelques lieux d'intérêts
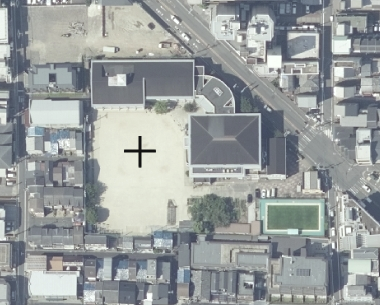
École primaire Suzaku Dai'ichi
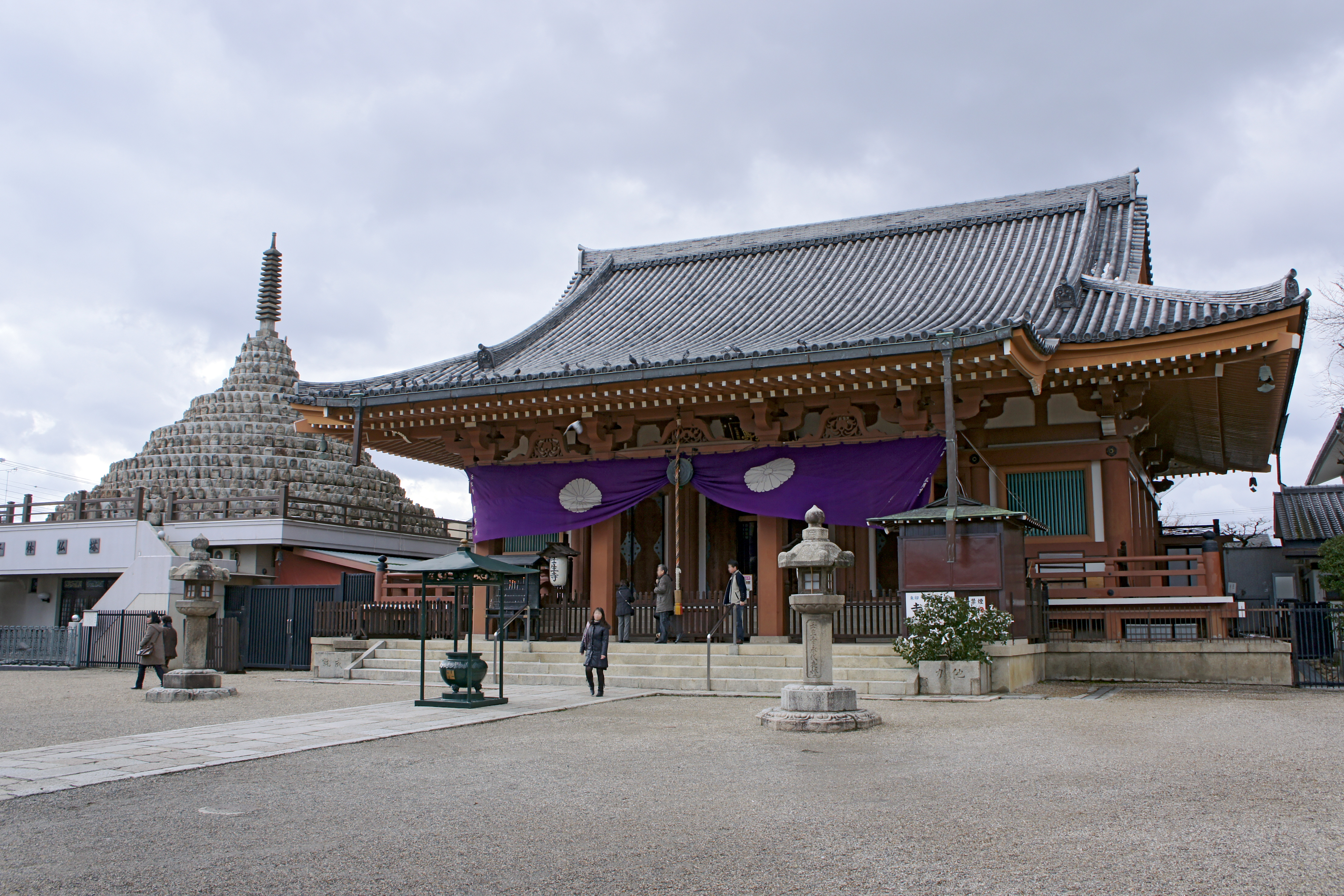
Le Mibu-dera
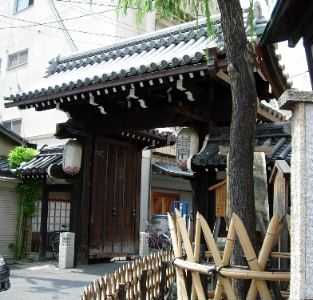
Porte Shimabara, emblématique du secteur éponyme
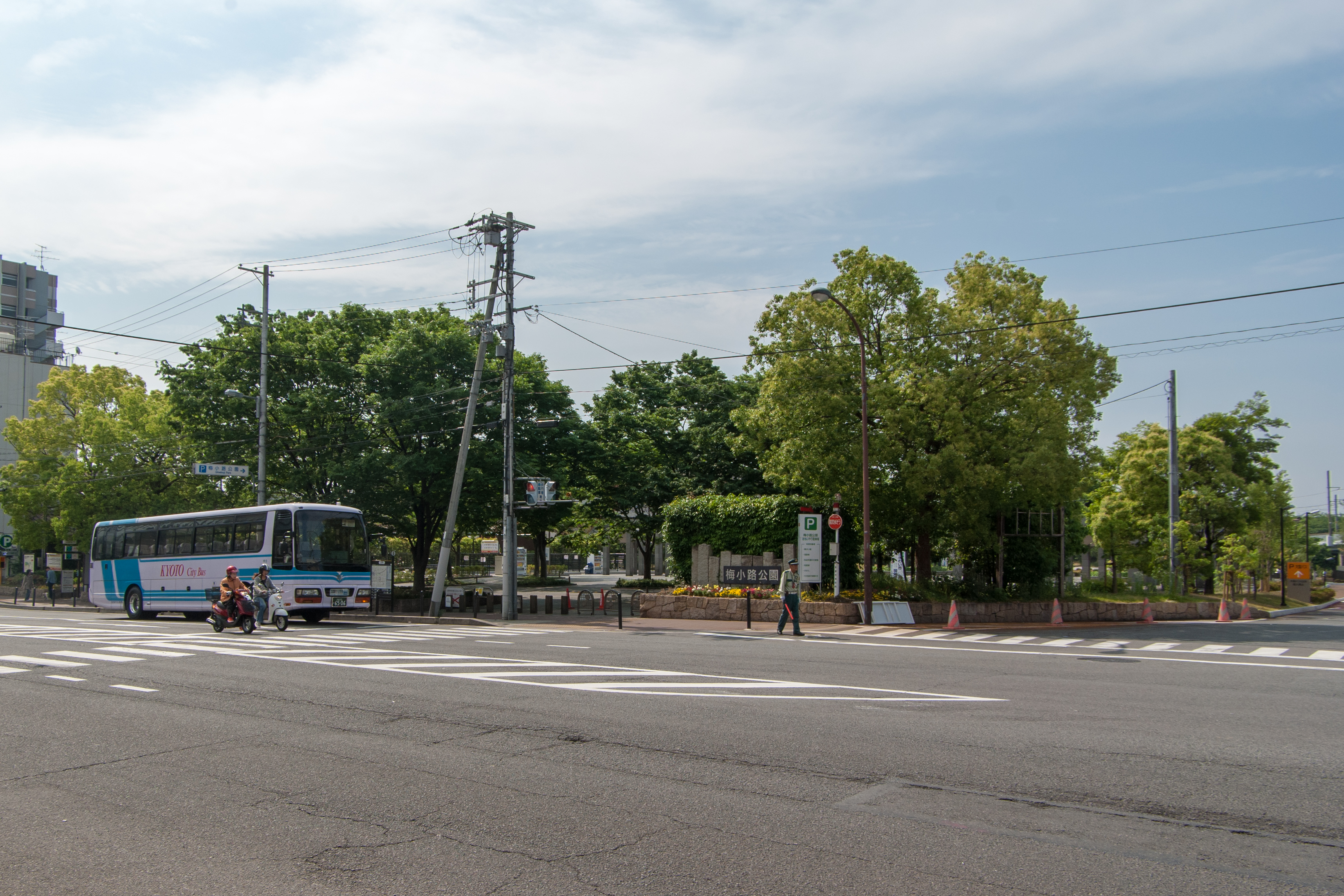
Parc Umekōji